# Мелисса Хилл
Мелисса Хилл (англ. Melissa Hill, настоящее имя англ. Lorrie C. Lizama, род. 8 января 1970, Сан-Франциско, Калифорния, США) — американская порноактриса и режиссёр. Включена в Зал славы AVN в 2014 году и Зал славы XRCO в 2015 году. Лауреатка премий AVN и XRCO.

## Карьера

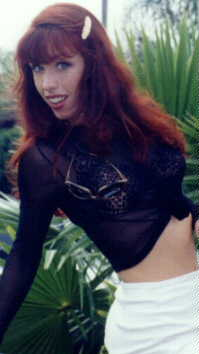

Хилл начала сниматься в фильмах для взрослых в 1993 году и в течение следующих десяти лет до выхода на пенсию появилась в более чем 200 фильмах самых разных продюсеров. На протяжении своей карьеры она была номинирована на несколько премий AVN.
В интервью в 2015 году она заявила, что отчасти ушла на пенсию, потому что не хотела стареть перед камерой, а отчасти потому, что чувствовала, что её карьера достигла «плато», и она не получала новых контрактов и не хотела стать жертвой пластической хирургии.

## Награды
- 1997 AVN Award — Лучшая женская сцена секса, фильм (Dreams of Desire)[2]
- 1997 AVN Award — лучшая актриса, фильм (Penetrator 2: Grudgefuck Day)[2]
- 1998 AVN Award — лучшая актриса второго плана, фильм (Bad Wives)[2]
- 2014 включена в Зал славы AVN[2]
- 2015 включена в зал славы XRCO[1]
- 2015 включена в Зал славы Legends of Erotica[4]

## Личная жизнь
Хилл — уроженка Сан-Франциско. Большую часть детства она изучала балет и даже проработала инструктором пять лет после окончания средней школы.